# SOCOM 3: U.S. Navy SEALs
SOCOM 3: U.S. Navy SEALs est un jeu vidéo de tir tactique développé par Zipper Interactive et édité par Sony Computer Entertainment, sorti en 2005 sur PlayStation 2.

## Accueil
- Jeuxvideo.com : 14/20[1]